# Ilenia Draisci
Ilenia Draisci (née le 13 juillet 1989 à Rome) est une athlète italienne, spécialiste du sprint.

## Biographie
Ilenia Draisci remporte la médaille d'or sur 100 m lors des Jeux méditerranéens de Mersin le 26 juin 2013, en 11 s 53 en égalant son record personnel, puis elle remporte également le titre pour le relais 4 × 100 m.

## Palmarès
| Date | Compétition                   | Lieu    | Résultat | Épreuve   | Temps   |
| ---- | ----------------------------- | ------- | -------- | --------- | ------- |
| 2007 | Championnats d'Europe juniors | Hengelo | 5e       | 4 × 100 m | 46 s 01 |
| 2009 | Championnats d'Europe espoirs | Kaunas  | 7e       | 4 × 100 m | 45 s 40 |
| 2011 | Championnats d'Europe espoirs | Ostrava | 4e       | 4 × 100 m | 44 s 41 |
| 2013 | Jeux méditerranéens           | Mersin  | 1re      | 100 m     | 11 s 53 |
| 2013 | Jeux méditerranéens           | Mersin  | 1re      | 4 × 100 m | 44 s 66 |

### Records
| Épreuve              | Performance | Lieu           | Date                     |
| -------------------- | ----------- | -------------- | ------------------------ |
| 60 mètres (en salle) | 7 s 37      | Ancone         | 17 février 2013          |
| 100 mètres           | 11 s 53     | Gavardo Mersin | 19 mai 2013 27 juin 2013 |